# 迈卡·贝克威思
迈卡·贝克威思（英語：Micah Beckwith，1982年8月—）是美国牧师及政治人物，自2025年起担任印第安纳州第53任副州长。他是共和党人，于2024年作为迈克·布劳恩的竞选搭档赢得选举。

## 早年生活及教育
贝克威斯来自密歇根州希尔斯代尔，毕业于亨廷顿大学并获得商业经济学学士学位。他目前担任印第安纳州诺布尔斯维尔生命教会牧师，并自称基督教民族主义者。

## 政治生涯
贝克威思在2020年联邦众议院选举中竞选印第安纳州第五国会选区的共和党提名。他以13.1%的得票率位列第三，败给了维多利亚·斯帕茨。
印第安纳州汉密尔顿县议会于2022年9月7日任命贝克威思填补汉密尔顿东公共图书馆董事会的空缺席位。贝克威思的任命在当地引发了争议，原因在于他对LGBTQ问题的公开看法，以及他认为公立学校的学生正在接受关于“同性恋”和“口交”的教育，并被“灌输马克思主义意识形态”。在接受《印第安纳波利斯星报》的采访时，贝克威思否认了他“有审查书籍议程”的指控。在贝克威思任职期间，他支持对图书馆的藏书发展政策进行修订，该政策禁止将包含“性、暴力和重复脏话描写”的材料放在图书馆的青少年区域。由于这一政策，近2000本书籍被重新安置。2023年8月，董事会在公众反对声中暂停了这一新政策，此次反对引起了全国媒体的关注，并受到当地作家如约翰·葛林的批评。董事会随后在2023年12月投票决定废除新政策，而此前有几位保守派董事成员辞职。贝克威思于2024年1月辞去了董事会职务，以便竞选副州长。

### 印第安纳州副州长
在2023年，贝克威思宣布参加2024年印第安纳州副州长的选举。他与朱莉·麦圭尔竞争提名，最终以891票对828票战胜麦圭尔。他与美国参议员迈克·布劳恩搭档赢得了选举，击败了民主党候选人詹妮弗·麦考密克和特里·古丁组合。

## 个人生活
贝克威思与妻子苏珊和他们的两个孩子住在印第安纳州的诺布尔斯维尔。